# Dominique-Florentin-Ernest Barthélémy
Dominique-Florentin-Ernest Barthélémy, connu sous le pseudonyme de Thélem, est un peintre, illustrateur, dessinateur hippique, affichiste français né le 9 mars 1868 à Paris où il est mort le 23 juin 1940.

## Biographie
Il est diplômé de l'École nationale vétérinaire d'Alfort en 1889. Engagé dans l'armée il est vétérinaire en second en 1894 et quitte définitivement l'armée en 1900 et est nommé vétérinaire major dans la réserve affecté au 2e cuirassiers.
Le 12 mai 1914 il est nommé bibliothécaire d'Alfort.
Il dessine des affiches pour les cycles Peugeot, les cycles Griffon, le cirque Molier.
Il travaille pour différents journaux dont La Jeunesse amusante, La Caricature, Diabolo Journal.

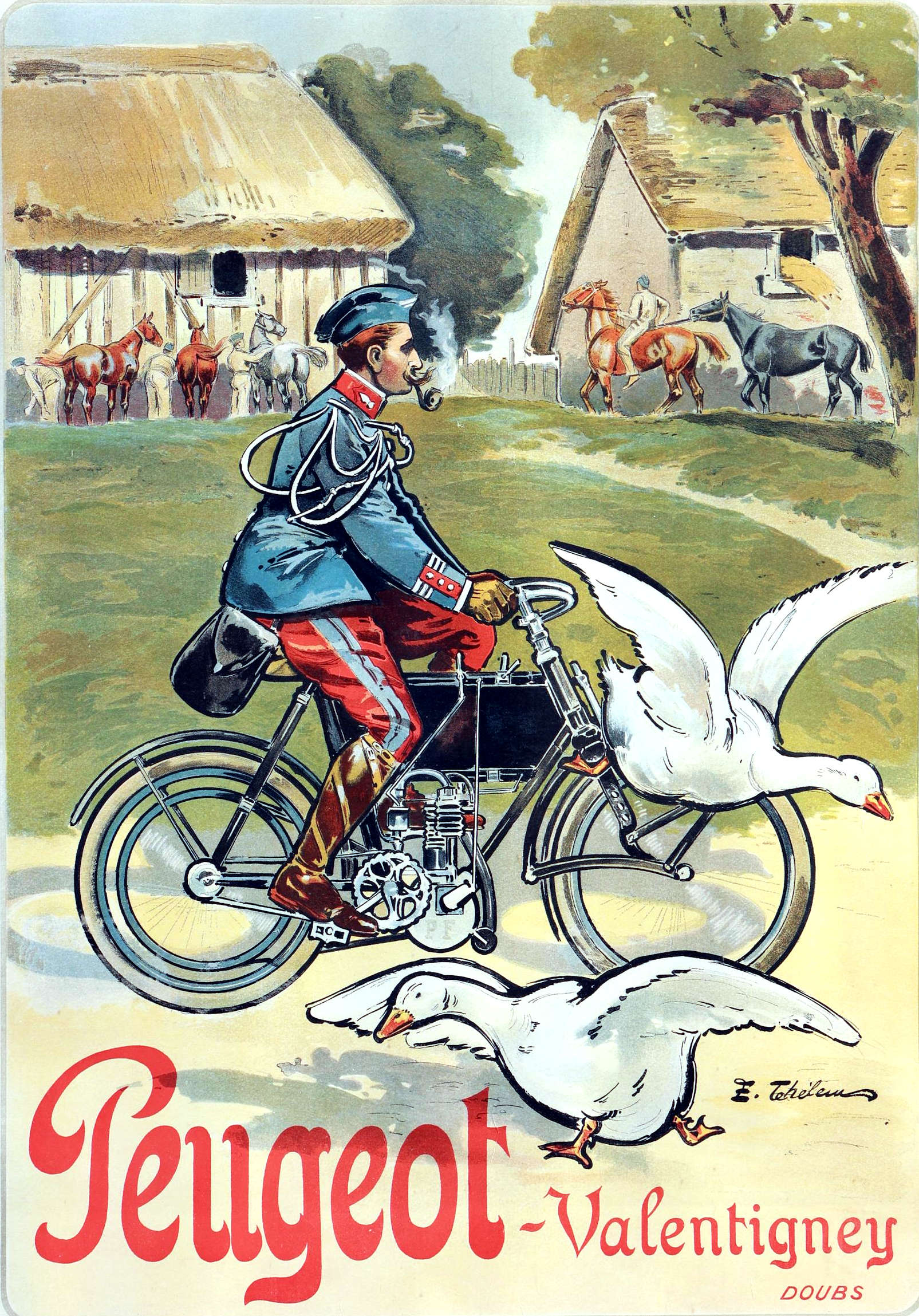
Cycles Peugeot - Valentigney (1903).

## Œuvres
- L’Écurie Patardot. Texte et dessins de E. Thélem. Paris, Société française d’Éditions d’Art, 1903.
- L’Équitation des Gens pressés (Chit-chat about the pigskin) par le Comte de Comminges — Illustrations de E. Thelem. Paris, Paul Ollendorff, 1901.
- Messieurs les Anglais... Texte de J. Sergius, Dessins de E. Thélem. Paris, Librairie Ch. Delagrave, 1902.